# Földmérési alappont

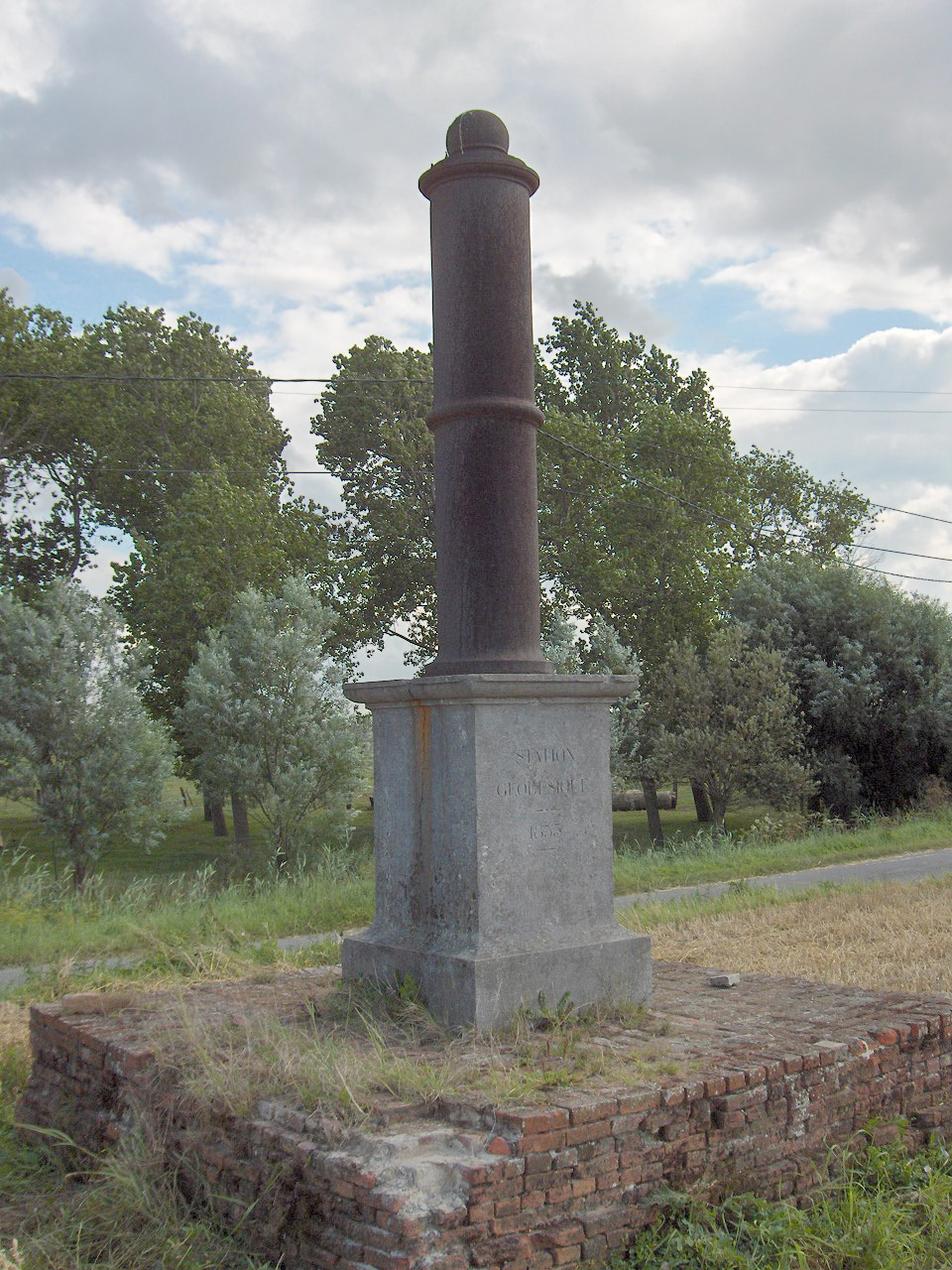
Földmérési alappont Belgiumban

A földmérési alappont geodéziai mérésekhez használt vízszintes vagy magassági alappont.  Az Egységes országos magassági alaphálózat vonatkozási rendszerét fizikailag képviselő, az egységes koordinátarendszerbeli
felmérések keretét biztosító és a helyszínen állandósított pontok.
Alappontnak nevezzük a terepen (a Föld valóságos felszínén illetve a felszín közelében), jól azonosítható és időtálló módon megjelölt olyan pontot, amelynek helymeghatározó adatai kellő pontossággal ismertek egy definiált (pl. EOMA) vonatkoztatási rendszerben.

## Jellemzői
Az alapponttal szembeni követelmények a következő pontokban foglalhatók össze:
- Állandó módon van megjelölve.
- Mozdulatlannak tekinthető.
- Kicsi azonosítási hiba terheli.
- Fölös számú méréssel van meghatározva.
- A mérések mindegyike hibahatáron belül van.
- Magasabb rendű (esetleg azonos rendű) pontokból származik.
- Az adott pontok ugyanahhoz a vonatkoztatási rendszerhez tartoznak.
- Helymeghatározó adatai nagy pontossággal ismertek.
- A koordinátaszámítás számszerű eljárással, az összes mérés figyelembevételével történt.
- A mérés és számítás folyamata jól dokumentált.

## Osztályozásuk

### Kiterjedés szerint
A rendűségének megfelelő pontossággal meghatározott helymeghatározó jellemző szerint az alappont lehet:
- magassági alappont
- vízszintes alappont
- GPS alappont

### Rendűség szerint
Az alapponthálózatok hierarchikusan épülnek fel. A magasabb rendű hálózatok pontjai ritkábban helyezkednek el, a meghatározásukra használt technológiák pontosabbak, de éppen ezért költségesebbek is, mint az alacsonyabb rendű hálózatok esetében, melyek pontjai sűrűbben helyezkednek el.
Az alacsonyabb rendű hálózat létrehozásakor a területen már meglévő magasabb rendű hálózat pontjaiból indulunk ki. Ezt a műveletet nevezzük alappontsűrítésnek.

#### Vízszintes alapponthálózatok rendűsége Magyarországon
- Elsőrendű
- Harmadrendű
- Negyedrendű
- Ötödrendű, felmérési

A másodrendű alapponthálózat hiányának oka, hogy az elsőrendű hálózat létrehozása után egyből harmadrendű sűrűséggel kezdték meg az alappontsűrítést, mivel a második világháborúban nagyrészt elpusztult korábbi alapponthálózat pótlására sürgető szükség volt.
Az alapponthálózatok létrehozása (és későbbi fenntartása) a negyedrendűig bezárólag állami feladat, azt az ország teljes területén elvégezték.
Ötödrendű és felmérési alapponthálózat akkor készül egy területen, ha azt valamilyen más munka igényli.

#### Magassági alappontok rendűsége
- Elsőrendű
- Másodrendű
- Harmadrendű
- Negyedrendű

#### GPS alappontok Magyarországon
- EUREF pontok (5 pont)
- OGPSH kerethálózat (24 pont)
- OGPSH hálózat (kb. 1100 pont)

## Ideiglenes pontjelek
Ideiglenes pontjelölésekről abban az esetben beszélhetünk, mikor a pontot csupán a mérés idejére „kiemeljük” környezetéből. Legjellemzőbb ideiglenes pontjelölő eszköz a kitűzőrúd, ám technikailag a vasbeton mérőtorony is ide sorolható.

## Állandósítás
Az állandósítás az alappont megjelölését, helyzetének megőrzését és védelmét szolgáló objektum létesítése. Sok esetben már meglévő létesítmények felhasználásával hozzák létre, például templomtornyok csúcsdíszének egy meghatározott pontját használják vízszintes alappontként, vagy az épületek lábazatában magassági alappontokat helyeznek el.

### Jellemző állandósítási módok
- Vízszintes alappontok
  - kő keresztvéséssel vagy furatos fémcsappal
  - magaspontok (templomtorony csúcsdísze, gyárkéményen elhelyezett jel)
  - burkolatban elhelyezett acélszegek ("HILTI szeg")
  - vasszekrény
- Magassági alappontok
  - szintezési csap és tárcsa (épületek lábazatában vagy egyéb függőleges felületben)
  - szintezési gomb (kőben, műtárgyban vagy sziklában)
  - furatos és peremes fali táblák (ma már nem alkalmazzák)

### Az alappontok védelme, védőberendezések, őrpontok
Az alappontokat stabil kiépítésükön túl is védeni kell a gondatlan vagy szándékos károkozástól. A művelés alatt álló területeken elhelyezett alappontok komoly veszélynek vannak kitéve az ott dolgozó mezőgazdasági munkagépek miatt, a lakott területen található pontokban a vandalizmus okozhat károkat. Az értékesíthető részeket tartalmazó alappontoknál jelentős a lopás veszélye.
Amennyiben egy alappont olyan mértékű károsodást szenved, ami az alappontként történő felhasználását lehetetlenné teszi, akkor azt mondjuk, hogy az alappont elpusztult.
Fontosabb magassági alappontokat sokszor zárt, föld alatti aknában helyeznek el, még az aknát lezáró betonlapra is kb. fél méter vastag földréteg kerül. Az aknát csak a hálózat újramérésekor vagy egyéb fontos munkáknál nyitják fel, egyébként a mellette található felszíni alappontról dolgoznak.
Külterületen elhelyezett vízszintes alappontoknál gyakran használnak vasbetonlapos védőberendezést. A kő fölé ilyenkor egy másik követ, ún. fejelőkövet helyeznek el. A kő köré négy darab trapéz alakú
vasbeton lapot helyeznek, majd a lapok és a kő közötti részt keményre döngölt földdel töltik fel. Komolyabb munkák esetén a fejelőkövet eltávolítják és az alatta lévő eredeti kőről mérnek, egyébként a fejelőkövet használják.
A védőberendezések közé sorolják a vasbeton mérőtornyokat is.
Az alappontokat a megyei földhivatalok munkatársai rendszeresen felkeresik (helyszínelik), hogy meggyőződjenek a pont megfelelő állapotáról, és szükség esetén intézkednek a megsérült pontok helyreállításáról vagy az elpusztult pontok pótlásáról.

## Pontleírás, törzskönyv
Az alappontokról pontleírás készül. Ez vízszintes alappontok esetén tartalmazza a pont koordinátáit azokban a rendszerekben, melyeket az adott helyen használnak, és még sok hasznos adatot az alappontról.
Szerepel például rajta helyszínrajz a pont környezetéről, vagy magaspontok esetén egy oldalnézeti rajz az építményről. A pontleírás tartalmaz az állandósítással kapcsolatos adatokat is: az állandósítás éve, módja, az állandósítást végző mérnök neve.
Az alappontokról törzskönyvet is vezetnek, melyben a pontleíráson szereplő adatokon túl még továbbiak is vannak, például az alappont helyszínelésével kapcsolatos adatok.,

## Jogszabályok
- 2012. évi XLVI. törvény a földmérési és térképészeti tevékenységről
  - 15/2013. (III. 11.) VM rendelet a térképészetért felelős miniszter felelősségi körébe tartozó állami alapadatok és térképi adatbázisok vonatkoztatási és vetületi rendszeréről, alapadat-tartalmáról, létrehozásának, felújításának, kezelésének és fenntartásának módjáról, és az állami átvétel rendjéről
  - 63/1999. (VII. 21.) FVM–HM–PM együttes rendelet a földmérési és térképészeti állami alapadatok kezeléséről, szolgáltatásáról és egyes igazgatási szolgáltatási díjakról

## Külső hivatkozás
- map.fomi.hu/alappont a Lechner Központ alappont-adatbázisa, amelyben mindenki megjelölheti az egyes pontok állapotát (crowdsourcing projekt)